# Aung Gyi (atleta)
Aung Gyi es un deportista birmano que compitió en atletismo adaptado. Ganó dos medallas en los Juegos Paralímpicos de Nueva York y Stoke Mandeville 1984.

## Palmarés internacional
| Juegos Paralímpicos | Juegos Paralímpicos                                        | Juegos Paralímpicos | Juegos Paralímpicos  |
| Año                 | Lugar                                                      | Medalla             | Prueba               |
| ------------------- | ---------------------------------------------------------- | ------------------- | -------------------- |
| 1984                | Nueva York (Estados Unidos) Stoke Mandeville (Reino Unido) | Medalla de plata    | Salto de altura A3   |
| 1984                | Nueva York (Estados Unidos) Stoke Mandeville (Reino Unido) | Medalla de bronce   | Salto de longitud A3 |